# Alyson Hannigan

Alyson Hannigan med sin make Alexis Denisof.

Alyson Hannigan, född 24 mars 1974 i Washington, D.C., är en amerikansk skådespelerska som växte upp i Washington, D.C.
Hon började sin karriär redan som barn i filmen Min fru är en utomjording och fick sitt genombrott som Willow Rosenberg i Buffy och vampyrerna. År 2004 medverkade hon i tre avsnitt av Veronica Mars. 2005 fick hon rollen som "Lily" i How I Met Your Mother som hon spelade i nio år fram till serieavslutningen 2014. Hannigan har även varit med i några avsnitt av That 70s Show och i American Pie-filmerna.
Sedan 2003 är hon gift med skådespelaren Alexis Denisof. Paret har två barn.

## Filmografi
- 1988 – Min fru är en utomjording
- 1998 – Dead Man on Campus
- 1997–2003 – Buffy och vampyrerna (TV-serie)
- 1999 – American Pie
- 2001 – American Pie 2
- 2001–2003 – Angel (TV-serie) Gästroller
- 2002 – Boys And Girls
- 2003 – American Pie – The Wedding
- 2004 – Rip It Off
- 2004 – That '70s Show (TV-serie) (Gästroll som Kelsos arbetskamrat i några avsnitt)
- 2005 – Veronica Mars (TV-serie) (Logans syster Trina)
- 2005–2014 – How I Met Your Mother (TV-serie)
- 2006 – Date Movie
- 2012 – American Reunion